# Verordnung über die Anmeldung des Vermögens von Juden
Die Verordnung über die Anmeldung des Vermögens von Juden war eine Verordnung, die am 26. April 1938 (RGBl. I. S. 414f.) von Hermann Göring im Deutschen Reich erlassen wurde. Ihr folgte die „Verordnung zur Durchführung der Verordnung über die Anmeldung des Vermögens von Juden“ vom 18. Juni 1938, bei der die ursprünglich auf den 30. Juni festgesetzte Anmeldefrist bis zum 31. Juli 1938 verlängert wurde.

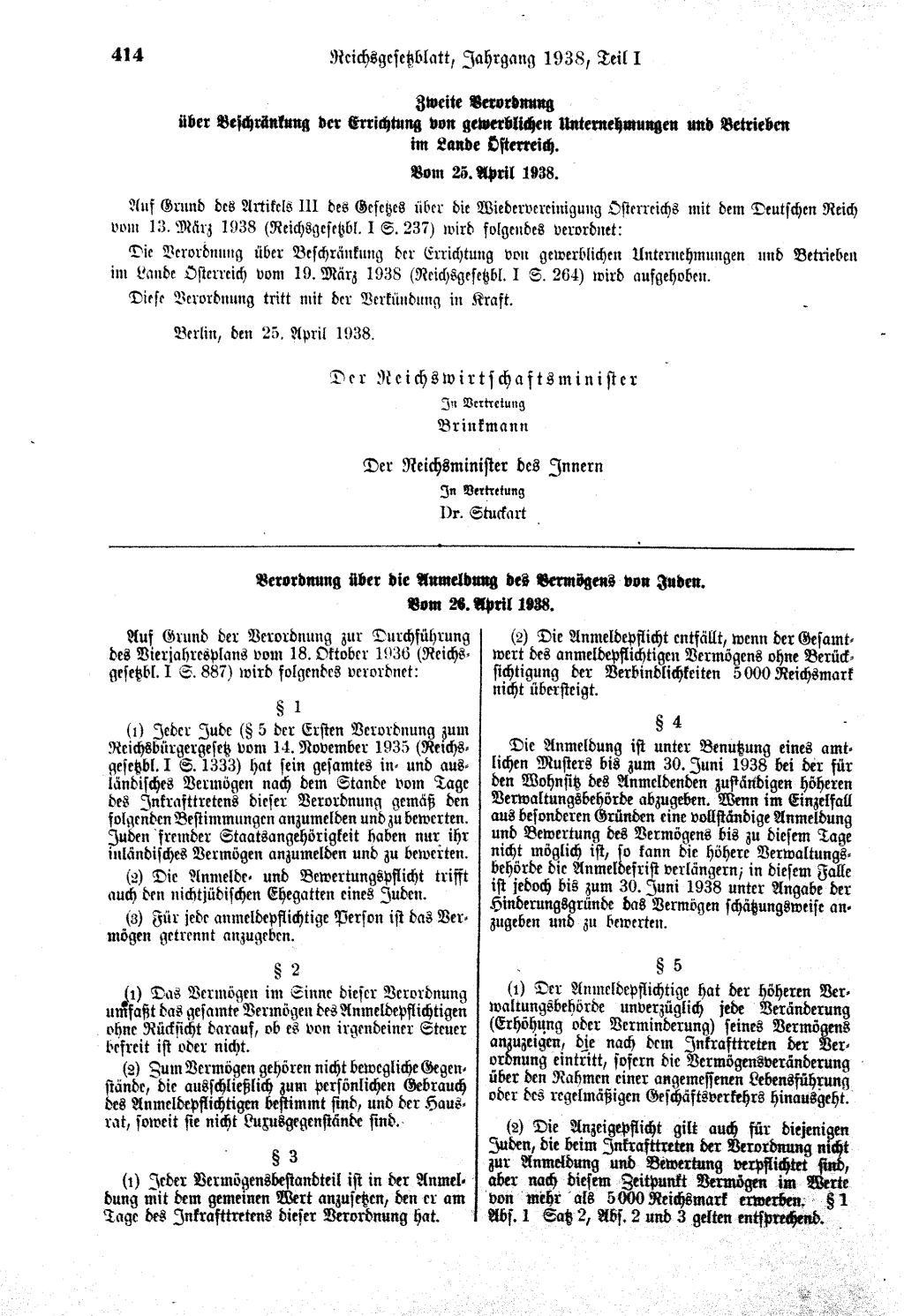
Verordnung über die Anmeldung des Vermögens von Juden vom 26. April 1938 (RGBl. I. S. 414)

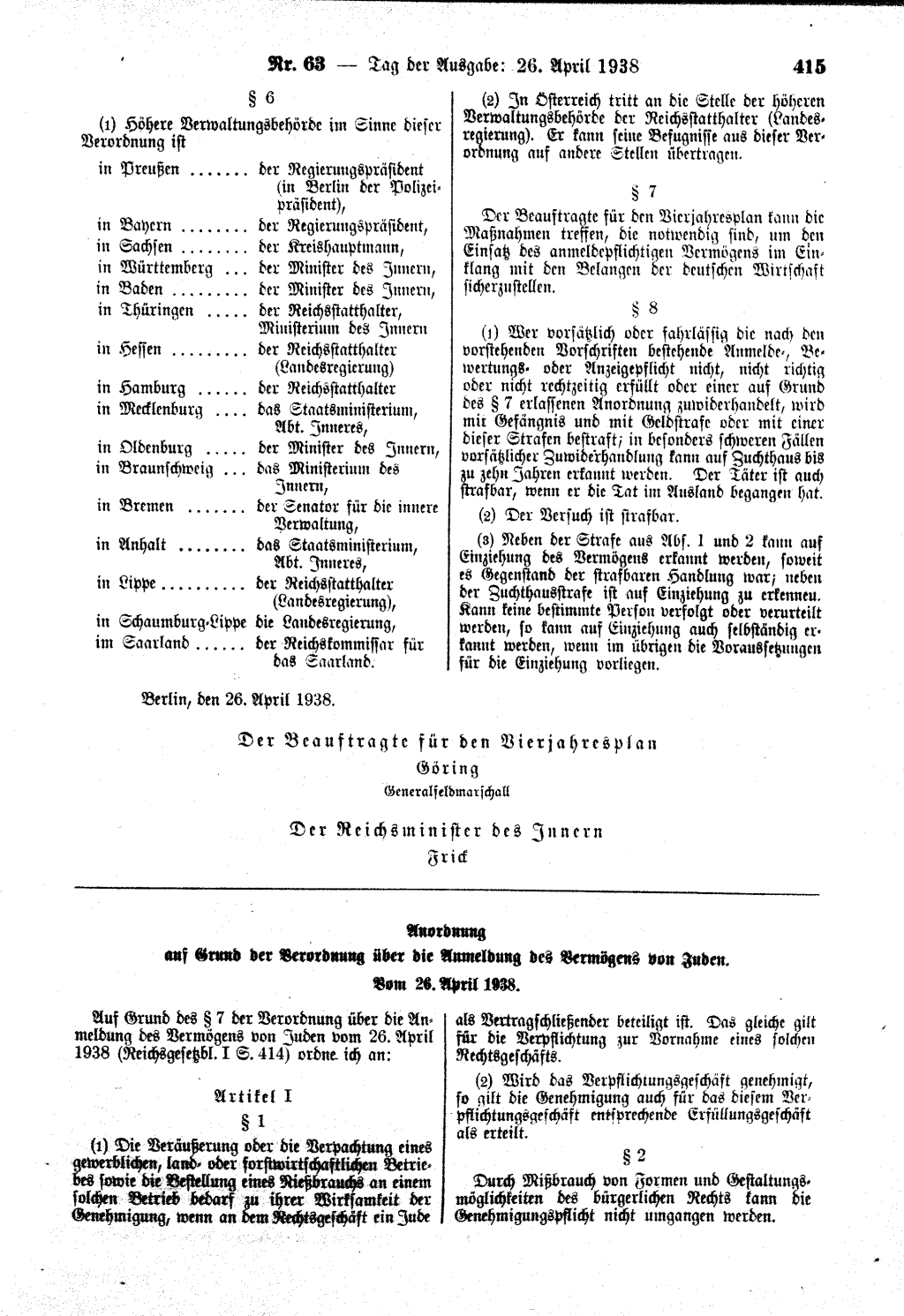
Verordnung über die Anmeldung des Vermögens von Juden vom 26. April 1938 (RGBl. I. S. 415)

## Inhalt
Die Bestimmungen verlangten von allen jüdischen Bürgern im Deutschen Reich, einschließlich Österreichs, die Anmeldung des in- und ausländischen Vermögens, wenn dessen Gesamtwert mehr als 5.000 Reichsmark betrug. Bei falschen Angaben drohten Geldstrafen, Haftstrafen bis zu zehn Jahren Zuchthaus sowie Vermögenseinzug. Nach § 7 konnte der Beauftragte für den Vierjahresplan „die Maßnahmen treffen, die notwendig sind, um den Einsatz des anmeldepflichtigen Vermögens im Einklang mit den Belangen der deutschen Wirtschaft sicherzustellen.“

## Auswirkungen
Der zeitgenössische Gesetzeskommentator Alf Krügers vom Reichswirtschaftsministerium bezeichnete die Verordnung als den „Wegbereiter zu der völligen und endgültigen Entjudung der deutschen Wirtschaft“. Ein wesentlicher Schritt in dieser Richtung war das Gutachten, das der Anwalt Hugo Dietrich am 20. Juni 1938 im Auftrag des Flick-Konzerns unter dem Titel „Zum Problem Ignaz Petschek“ erstellte, zur Prüfung der juristischen Möglichkeiten einer „Arisierung“ des Vermögens der Aussiger Petscheks. Der erste Paragraph dieses Exposés, von dem je eine Kopie an das Reichswirtschaftsministerium und das Amt für den Vierjahresplan verschickt wurde, lautete:

„Parag. 1. Der Beauftragte für den Vierjahresplan kann für jedes Vermögen, das nach der Verordnung über die Anmeldung des Vermögens von Juden vom 26. April 1938 anmeldepflichtig ist, einen Treuhänder bestellen, dessen Befugnisse der Beauftragte für den Vierjahresplan in der Bestellungsurkunde festsetzt. Insbesondere kann der Treuhänder ermächtigt werden, über das Vermögen mit Wirkung für oder gegen den Vermögensinhaber gegen angemessenen Gegenwert zu verfügen.“

Am 29. April 1938 wurden in einer Ministerbesprechung bei Göring als nächstes Ziel genannt, „die Umwandlung des jüdischen Vermögens […] in Werte, die keinen wirtschaftlichen Einfluss mehr gestatten“. Als erster Schritt dahin wurde geplant, die angegebenen Aktien ausländischer Unternehmen zwangsweise in Reichsanleihen umzutauschen. Dadurch könnten dringend erforderliche Devisen erwirtschaftet und zugleich eine weitere deutsche Staatsanleihe untergebracht werden. Tatsächlich wurde dieser Plan erst in der „Verordnung über den Einsatz des jüdischen Vermögens“ vom 3. Dezember 1938 umgesetzt. Hermann Göring erläuterte später, dass in der Besprechung im April bereits der Beschluss gefasst wurde, „die deutsche Wirtschaft zu arisieren, den Juden aus der Wirtschaft heraus und in das Schuldbuch hineinzubringen und auf die Rente zu setzen. […] Die Entschädigung wird im Schuldbuch vermerkt und zu einem bestimmten Prozentsatz verzinst. Davon hat er zu leben.“
Die durch diese Verordnung erlangten Angaben wurden später auch für die Forderungen in Höhe von 25 % des Vermögens benutzt, die den Juden nach der sogenannten Reichskristallnacht strafweise abverlangt wurden.
Nach dem Krieg erwiesen sich die Vermögensaufstellungen – soweit erhalten – als wichtige Dokumente, um die frühere Eigentümerschaft bei Entschädigungsverfahren (Restitution) geltend zu machen.

## Weitere Schritte
In engem Zusammenhang zur Erfassung von höheren privaten Vermögenswerten steht die „Dritte Verordnung zum Reichsbürgergesetz“ vom 14. Juni 1938, die eine Registrierung aller jüdischen Gewerbebetriebe vorschrieb. Die „Verordnung zur Ausschaltung der Juden aus dem deutschen Wirtschaftsleben“ vom 12. November 1938 verfügte die Schließung dieser Gewerbebetriebe zum Jahresende, sofern nicht für ihre „Überführung in nichtjüdischen Besitz“ eine Fristverlängerung beantragt wurde. Im Dezember 1938 folgte die „Verordnung über den Einsatz des jüdischen Vermögens“, die eine Depotpflicht für Wertpapiere einführte, den fristgerechten Verkauf von land- und forstwirtschaftlichem Besitz wie von Gewerbebetrieben regelte sowie private Veräußerungen von Edelmetallen und wertvollen Kunstgegenständen untersagte.
Jüdischen Ärzten und Rechtsanwälten war im Herbst 1938 durch Verordnungen zum Reichsbürgergesetz die Approbation oder Zulassung entzogen worden.

## Geltungsdauer
Die Verordnung wurde durch das Kontrollratsgesetz Nr. 1 betreffend die Aufhebung von NS-Recht vom 20. September 1945 förmlich aufgehoben.